# Joshua Ferris
Joshua Ferris (Danville, 8 novembre 1974) è uno scrittore statunitense.

## Biografia
Laureatosi nel 1996 presso la University of Iowa con un Bachelor in Inglese e Filosofia, si è poi trasferito a Chicago.
Ottenuto un Master of Fine Arts presso l'Università della California a Irvine, ha pubblicato nel 1999 il suo primo racconto, Mrs. Blue, apparso sulla Iowa Review.
Ferris ha raggiunto la fama come scrittore con il suo romanzo d'esordio, Then We Came to the End (E poi siamo arrivati alla fine), pubblicato il 1º marzo 2007 dalla casa editrice Little, Brown and Company di Boston e tradotto in venticinque lingue. Il libro è apparso in italiano nel 2006 con il titolo E poi siamo arrivati alla fine, per la collana Bloom di Neri Pozza.
La critica ha ben accolto lo scrittore esordiente con recensioni più che positive apparse su riviste autorevoli quali The New York Times Book Review, The New Yorker, Esquire e Slate.
Nel 2008 gli è stato per questo conferito il Premio PEN/Hemingway e nel 2014 il Premio Dylan Thomas per Svegliamoci pure, ma a un'ora decente.
Trasferitosi a New York, ha avuto la possibilità di pubblicare tre suoi racconti sul New Yorker: The Dinner Party (EN)  (11 agosto 2008), The Valetudinarian (3 agosto 2009) e "The fragments" (29 aprile 2013).
Nel 2010 è uscito il suo secondo romanzo, The Unnamed (Granta 109), tradotto in italiano, sempre per Neri Pozza, con il titolo Non conosco il tuo nome, e nel 2014 il terzo, To Rise Again at a Decent Hour (Little, Brown & C.).

## Opere

### Romanzi
- E poi siamo arrivati alla fine (Then We Came to the End), trad. K. Bagnoli, collana Bloom, Neri Pozza, 2006 ISBN 978-88-545-0141-6.
- Non conosco il tuo nome (The Unnamed), trad. S. Bortolussi, collana Bloom, Neri Pozza, 2010, ISBN 978-88-545-0314-4.
- Svegliamoci pure, ma a un'ora decente (To Rise Again at a Decent Hour), trad. K. Bagnoli, collana Bloom, Neri Pozza, 2014 ISBN 978-88-545-0807-1.

### Racconti
- The Dinner Party: Stories (2017)